# フアン・セミナリオ
フアン・ロベルト・セミナリオ・ロドリゲス（Juan Roberto Seminario Rodríguez、1936年7月22日 - ）は、ペルー・ピウラ出身の元同国代表サッカー選手。現役時代のポジションはFW。

## 略歴
1954-55シーズンにペルーのデポルティーボ・ムニシパルでキャリアをスタートさせた。1961年の夏にラ・リーガのレアル・サラゴサへ移籍すると、リーグ戦30試合で25得点を挙げる活躍を見せ、チームの4位フィニッシュに貢献するとともに自身はピチーチ賞を受賞した。
この活躍を足がかりにACFフィオレンティーナやFCバルセロナといったクラブでプレーしたが、サラゴサ時代の輝きは取り戻すことが出来なかった。1970-71シーズン終了後に母国のフアン・アウリチで現役を引退した。

## タイトル

### クラブ
スポルティングCP
- プリメイラ・リーガ : 1回 (1959-60)

ACFフィオレンティーナ
- コッパ・イタリア : 1回 (1962-63)

FCバルセロナ
- インターシティーズ・フェアーズカップ : 1回 (1965-66)

### 個人
- プリメイラ・リーガ最優秀外国人選手賞 : 1回 (1959-60)
- ピチーチ賞 : 1回 (1961-62)